# Sassandra (fleuve)
Le Sassandra est un fleuve de l'ouest de la Côte d'Ivoire. Comme le Bandama et la Comoé qui coulent plus à l'est, il traverse le pays du nord au sud et se jette dans le golfe de Guinée.

## Étymologie
Le nom du fleuve est d'origine portugaise : les navigateurs portugais Joao de Santarem et Pedro de Escobar, après avoir trouvé la région en 1471, ont donné à ce fleuve, ainsi qu'à la localité située à son embouchure, le nom de rio San Andrea, nom qui sera déformé ensuite en Sassandra.

## Géographie

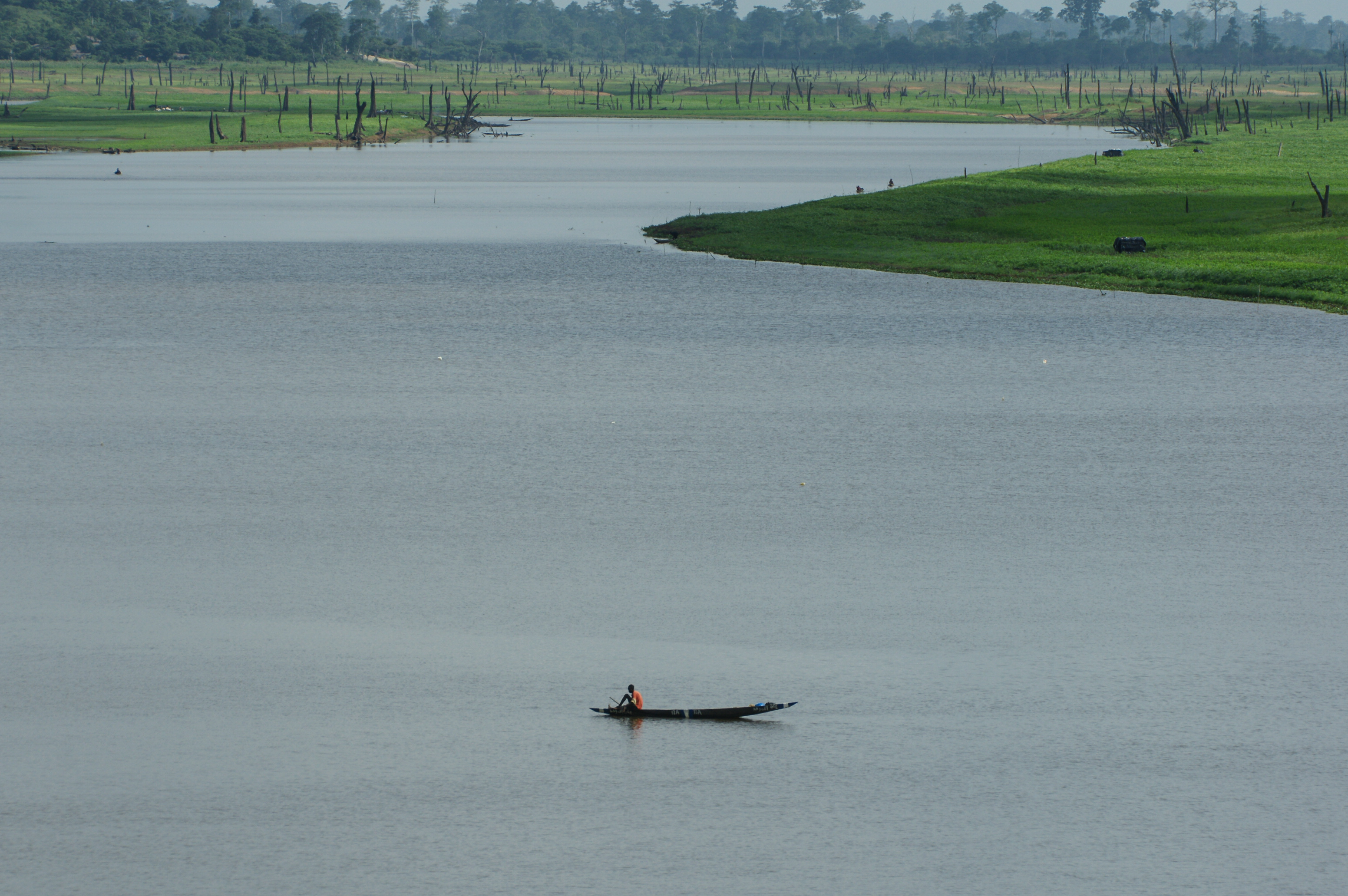
Pêcheur sur le Sassandra.

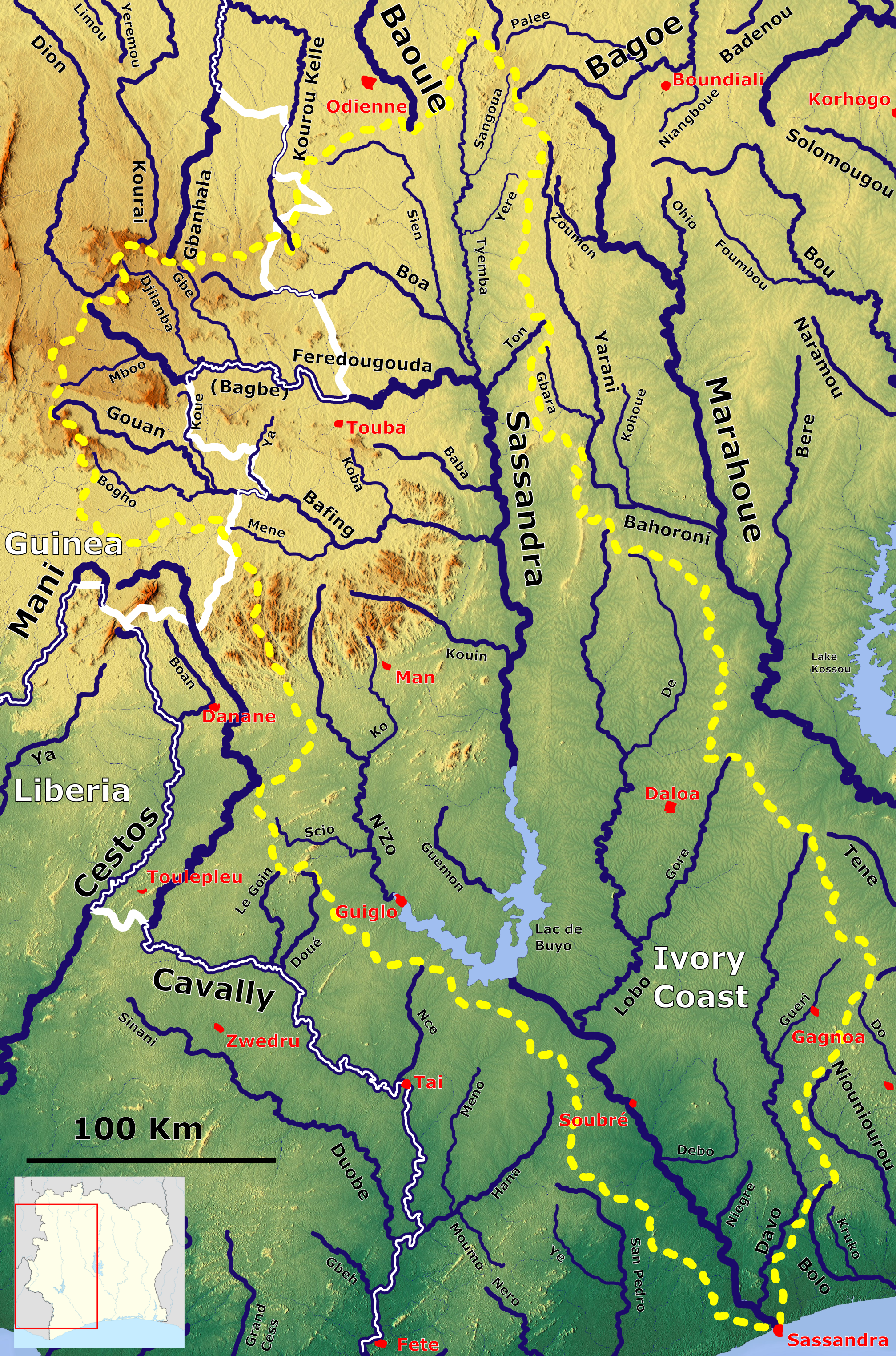

Le fleuve prend sa source dans les hautes terres du nord-ouest du pays, à l'est de la ville d'Odienné. Il porte dans son cours supérieur le nom de Tienba. Dès sa naissance, il s'oriente vers le sud. On l'appelle Sassandra après sa confluence avec le Gouan (encore appelé Bafing Sud), venu de l'ouest, des hauteurs de Guinée.
Sur son cours moyen, juste en aval de la confluence avec le N'zo (rive droite), on a construit en 1980 le barrage de Buyo qui a formé le lac de Buyo. Il s'oriente alors vers le sud-est et reçoit en rive gauche les eaux du Lobo.
Peu après la ville de Soubré, le fleuve forme les rapides Popoli, puis le rapide Bidou. 
Le Sassandra reçoit en rive gauche les eaux du Davo juste avant son embouchure dans l'océan Atlantique au niveau de la ville de Sassandra.
Sa longueur totale est de 650 km et son bassin hydrographique couvre 75 000 km2. Du point de vue du débit, il est - avec le Cavally fleuve frontière avec le Liberia - le plus important cours d'eau de Côte d'Ivoire.
Près de la ville de Buyo, le Sassandra baigne le parc national du Mont Péko. Entre le barrage de Buyo et la ville de Soubré, le fleuve coule à peu de distance à l'est du parc national de Taï.

## Affluents
- Le Boa
- La Férédougouba
- Le Gouan (ou Bafing sud)
- Le N'zo
- Le Lobo
- Le Davo

## Hydrométrie - Les débits mensuels à Soubré
Le débit du fleuve a été observé durant l'année 1979 à Soubré, ville de Côte d'Ivoire située en aval du confluent avec le Lobo, et à plus ou moins 120 kilomètres de son embouchure dans l'océan . La très courte durée de l'observation fait en sorte que les données suivantes ne sont qu'indicatives.
Le débit annuel moyen ou module observé à Soubré durant cette période était de 541 m3/s pour un bassin versant de 62 000 km2, ce qui représente plus de 82 % de la superficie totale du bassin du fleuve. Notons que les importants débits de son affluent le Davo sont exclus de ces chiffres.
La lame d'eau écoulée dans le bassin versant atteint ainsi 275 millimètres par an, ce qui peut être considéré comme modérément élevé.
Le Sassandra est un cours d'eau assez irrégulier et son débit varie d'après les saisons et suivant les années. Le débit des mois de la période des basses eaux est très largement inférieur au débit mensuel moyen de la période de crue. Celle-ci se déroule d'août à octobre.